# Platynus persephone
Platynus persephone är en skalbaggsart som beskrevs av Barr. Platynus persephone ingår i släktet Platynus och familjen jordlöpare. Inga underarter finns listade i Catalogue of Life.